# アルダル酸
アルダル酸（アルダルさん、aldaric acid）とは、単糖を酸化して得られる誘導体のうち、アルドースの1位のホルミル基 (-CHO) と、主鎖の末端のヒドロキシメチル基 (-CH2OH) がともにカルボキシル基に変わったジカルボン酸の総称。一般式で HO2C-(CH2OH)n-CO2H と表される。グリカル酸 (glycaric acid) とも呼ばれる。狭義の糖酸 (sugar acid) はアルダル酸を指す。

D-グルカル酸の構造式

実験室では、デンプンやアルドースの硝酸酸化などにより合成される。
アルドン酸やウロン酸と同様に、容易にラクトン環を作る。

## 化合物例
- グルカル酸 - グルコースの酸化物
- ガラクタル酸 - ガラクトースの酸化物
- マンナル酸 - マンノースの酸化物